# Ozone Park
Ozone Park är en arbetarstadsdel i Queens i sydvästra delen av New York. Stadsdelen gränsar till Woodhaven, Richmond Hill, South Ozone Park, Howard Beach och City Line.

## Transporter
Det finns ett flertal busslinjer genom stadsdelen. Q7, Q10, QM18, Q21, Q41, Q11, Q112, Q8, Q24 och Q53. Läs mer om New Yorks busslinjer.

## Kända personer från stadsdelen
- Charles Camarda - astronaut
- Joseph Patrick Addabbo
- Joseph Addabbo, Jr.
- The Capris
- Elizabeth Eden (1946–1987)
- Gerald Edelman (1929-)
- Peter Facinelli
- John Frascatore (1970-)
- Diane Giacalone[1]
- John Gotti (1940–2002)
- Neal Heaton (1960-),
- Carol Heiss (1940-)
- Jimmy Herring
- Jack Kerouac (1922–1969)
- Cyndi Lauper (1953-)
- Bernadette Peters (1948-)
- Thomas Von Essen
- Joe Lo Truglio (1970-)
- Debra Wilson (1962-)
- Anthony Trentacosta
- Ray Abruzzo
- Nick Scotti
- Gerald Edelman, nobelpristagare i medicin